# Нерусь
«Не́русь», «не́руси» — собирательное экспрессивное этнонимическое понятие, передающее усреднённо-отрицательную оценку лиц, по мнению употребляющих его, не принадлежащих к категории русских. Принадлежит к числу русских лексических единиц, в наиболее обобщённом виде отражающих противопоставление «своего» и «чужого». В современном русском языке слово «нерусь» имеет неодобрительную, отрицательную, презрительную эмоциональную и оценочную окраску и может ассоциироваться с понятием «враги». В русском национализме — собирательное понятие для обозначения лиц, которых националисты рассматривают как «врагов», «ненавистников» русского народа или России, «русофобов».
«Своему» миру, «Руси», имеющему значение «мир, белый свет», противопоставлены «нерусь», «иноземцы» и «чужеземцы», воспринимающиеся как существа «из-за моря, с той стороны, с того света, из-за рубежа, из другого пространства». Термин входит в группу собирательных экспрессивных этнонимов наряду с такими как «татарва», «чумазия». Эти этнонимы образованы суффиксальным способом, включая нулевую суффиксацию. Данные собирательные наименования проявляют значимое для функционирования экспрессивных этнонимов в целом нивелирование индивидуальных различий представителей иных этносов, чем обуславливается характерная для этих обозначений усреднённо-отрицательная оценка «чужих», воспринимаемых как нерасчленённая масса. «Чужой» мир представлен единой «враждебной» массой, состоящей из тождественных друг другу единиц, что выражено использованием при описании «чужого» мира формы множественного числа с ярко выраженной отрицательной коннтацией.
С собирательными этнонимами сближаются наименования во множественном или единственном числе, имеющие значение недифференцированной совокупности представителей разных этносов, объединённых неким предполагаемым «общим признаком»: «чёрные», «черномазые», «чукча», «чучмеки» и др. Понятие «нерусь» близко к оскорбительному «чурка».
В XIX веке термин «нерусь» был русским собирательным обозначением для инородцев, иноземцев, иностранцев. Прежде всего он охватывал иностранцев и жителей недавно присоединённых к России территорий, которые не знали русских порядков и обычаев и плохо понимали русский язык. Слово уже было негативно окрашено, наподобие современного японского «гайдзин» или еврейского «гой». В советский период слово «нерусь» почти вышло из употребления, в связи с тем, что советской идеологией продвигалась идея солидарности трудящихся вне зависимости от национальной принадлежности.
Лексикон русских националистов (национал-патриотов) придал термину новое коннотации, сделав его политическим понятием, которое позволяет националистам произвольно определять «врагов русского народа» и совокупно описывать этнические и социальные группы, профессии, религии и другие общности сообщества, которые с точки зрения националистов являются «врагами» и «ненавистниками» России. В рамках русского национализма существует представление об аморфной и всесильной неруси, исходя из разных, но враждебных или вредных мотивов стремящейся к подчинению, подавлению или уничтожению русской государственности, и угрожающей существованию русского народа. Обычно понятие применяется в рамках внутренних конфликтов в националистической среде.
По мнению русского националиста Константина Крылова, выпустившего статью «Русь и Нерусь» (2003), «нерусью» является «совокупность народов, классов, социальных групп, а также профессиональных, конфессиональных и иных сообществ, стремящихся подчинить, подавить или даже уничтожить русских как народ и Россию как самостоятельное государство». По мнению Крылова причины этого стремления могут различаться: «Начиная от вполне рациональных, экономических соображений (например, желания „пограбить“) и кончая иррациональной, абсолютно беспричинной, „животной“ ненавистью ко всему русскому». Вопреки традиционному национализму, согласно которому нации способна противостоять только другая нация, Крылов утверждает, что нация и её интересы могут столкнуться с противостоянием любого сообщества, устроенного на любых принципах, объединённого лишь «отрицательным интересом» к данной нации. По мнению Крылова, эта ограниченность традиционного национализма вызвала появление различных объяснений, включая теории заговора (антисемитские, антимасонские и др.) и теорию антисистем Льва Гумилёва.
«Русское общественное движение» (РОД), основанное Константином Крыловым в 2005 году, идеологически и исторически близкое к ДПНИ, продвигало идею, что в России имеет место постоянный конфликт «русской нации», то есть, в понимании Крылова, объединения славян, большей части финно-угорских и тюркских народов, с «коалицией неруси» — тех, «кто сознательно противопоставил себя русской нации и действует в интересах ограничения ее прав и силового подавления». На практике, к «неруси» объединение причисляло прежде всего иноэтничных жителей России, преимущественно выходцев с Кавказа, из Средней Азии, цыган и евреев. Любые противоправные действия «нерусских» по отношению к «русским» всегда трактовались в качестве преступлений ненависти, проявлений русофобии. На «Русском марше» 4 ноября 2005 года Константин Крылов и Александр Поткин призывали участников марша «избавиться от неруси».
Националистический публицист и автор псевдоисторических сочинений Олег Платонов в книге «Святая Русь и окаянная нерусь» (2005) применяет понятие «нерусь» для обозначения «совокупности деятельных врагов русского народа и России». Книга входит в состав сочинения «История русского народа в XX веке», согласно автору, «раскрывающего» роль, которую сыграли в «российских потрясениях и нестроениях» в начале XX века различные социальные, национальные, классовые, вероисповедные и другие сообщества. Согласно Платонову, деятельные враги «Святой Руси» представлены широким перечнем: франкмасоны, сионисты, интеллигенция, дворяне, космополиты, социалисты, бюрократы, западники, левые политические террористы, нигилисты, атеисты, богоискатели, экуменисты, сектанты, националисты из «нерусских областей империи», евреи, капиталисты, иностранные политики, либералы, розенкрейцеры, коммунисты, марксисты, большевики, эсеры, провокаторы и др.
Основатель националистической «Русской партии» Виктор Корчагин писал о Руси «святой и некрещеной», очищенной от «неруси поганой».